# Großstadtrevier (Lied)
Großstadtrevier ist der Titelsong der gleichnamigen Fernsehserie. Er wurde 1986 von der deutschen Countryband Truck Stop eingespielt und erschien 1988 als B-Seite der Single Tanz mit mir sowie später als Maxi-CD.

## Hintergrund
Krimi-Regisseur Jürgen Roland konzipierte 1986 die Fernsehserie Großstadtrevier, die den Polizeialltag eines fiktiven Polizeireviers im Hamburger Stadtteil St. Pauli und auf dem Kiez darstellen sollte. Für seine Pilotfolge benötigte er noch einen Titelsong. Über Benefiz-Fußballspiele war er mit der Hamburger Band Truck Stop befreundet und fragte diese an. Dem Erfolg der Fernsehserie stand die Country-Band eher skeptisch gegenüber, produzierte jedoch dennoch drei Demo-Titel, die sie an Roland und sein Team schickten. Die Wahl fiel auf eine von Songwriter Claus-Dieter Eckardt zusammen mit Bassist Uwe Lost geschriebene Version, die nicht nur den Geschmack von Roland traf, sondern auch für die Band im Anschluss ein Dauerbrenner wurde. Es ist auch heute noch Titelsong der seit 1986 ausgestrahlten Fernsehserie.

## Musikstil und Songtext
Der eingängige Titelsong ist im typischen, eher langsamen deutschsprachigen Country-Stil der Band im Dreivierteltakt gehalten und beschreibt den Polizeialltag auf dem Kiez mit eher romantischen Bildern, für die auch die Fernsehserie bekannt ist. Eingearbeitet wurde das typische Martinshorn der Hamburger Peterwagen, das mit seiner Quarte auch den Auftakt des Songs bildet. Bekannt wurden die ikonischen Textzeilen „Wenn der Schutzmann ums Eck kommt, nimmt der Ede reißaus, weil der Ede den Schutzmann nicht mag“ sowie „Große Haie, kleine Fische“, die oftmals synonym für den Titel des Songs standen. Ursprünglich hieß die Eröffnungszeile „Wenn der Udel ums Eck kommt nimmt der Ede reißaus“. „Udel“, ein Spottname für Hamburger Polizisten, war jedoch nicht überall in Deutschland bekannt und so wurde das ebenfalls umgangssprachliche, aber geläufigere Wort „Schutzmann“ in den Text eingebunden.

## Vorspann
Im Vorspann der Serie werden die Textzeilen durch Bilder eines mit Blaulicht durch die Hansestadt fahrenden Polizeiwagens unterstützt. Verschiedene charakteristische Hamburger Orte sind zu sehen, etwa eingangs der Michel und die Ost-West-Straße, die Große Freiheit (bei der der Polizeiwagen an der entsprechenden Stelle „ums Eck kommt“), die Straße St. Pauli Fischmarkt, die Auffahrt zur Köhlbrandbrücke, der Speersort, der Klosterwall mit der Markthalle, die St. Pauli Landungsbrücken, die Straße Vorsetzen, die Elbbrücken, die Amsinckstraße vor der Nordkanalbrücke (bei letzteren beiden wird durch die Bildfolge umgekehrt auf die Textzeile „viel Schatten, viel Licht“ angespielt) sowie zum Schluss der Lessingtunnel. Dazwischen sind Szenen aus der jeweils aktuellen Staffel enthalten. Der Serienvorspann wurde über die Jahre immer wieder leicht verändert, die Angaben beziehen sich auf Folge 37. Seit Staffel 34 im Jahr 2021 ist der Vorspann geändert worden, das Lied wurde aber beibehalten.

## Veröffentlichungen
Zwei Jahre nach Erstausstrahlung der Fernsehserie erschien der Titel lediglich als B-Seite der Single Tanz mit mir. 1993 erschien der Song erneut als Single, diesmal als A-Seite mit der B-Seite Country Made in Germany sowie einem „Schmuse-Medley“ bestehend aus vier Balladen. Als Titelcover wurde ein Bild der 1993 aktuellen Besetzung der Serie mit einem Bandfoto von Truck Stop gemischt. Des Weiteren erschien der Titel auf diversen Best-of- und Livealben der Band sowie auf der 2004 veröffentlichten Kompilation Großstadtrevier – Die Musik aus der Serie.

## Coverversionen
Schauspieler Jan Fedder, der in mehr als 300 Folgen den Polizisten Dirk Matthies spielte, veröffentlichte 1998 mit seiner Band Big Balls eine eigene Version des Songs auf dem Album Aus Bock.